# Marianthus candidus
Marianthus candidus är en tvåhjärtbladig växtart som beskrevs av Hueg. Marianthus candidus ingår i släktet Marianthus och familjen Pittosporaceae. Inga underarter finns listade.